# Константкі
Константкі (пол. Konstantki) — село в Польщі, у гміні Паженчев Зґерського повіту Лодзинського воєводства.